# Kebse
Kebse, Kebsfrau und Kebsweib sind veraltete, heute allenfalls noch dialektal verwendete Bezeichnungen für eine Nebenfrau oder eine Konkubine.
Das Bürgertum des 19. Jahrhunderts, dem dieser Ausdruck zu derb erschien, sprach stattdessen lieber von Maitresse. In der Lutherschen Bibelübersetzung dagegen wurde Kebse noch wertfrei und häufig in der Bedeutung „Nebenfrau“ verwendet.